# KV17

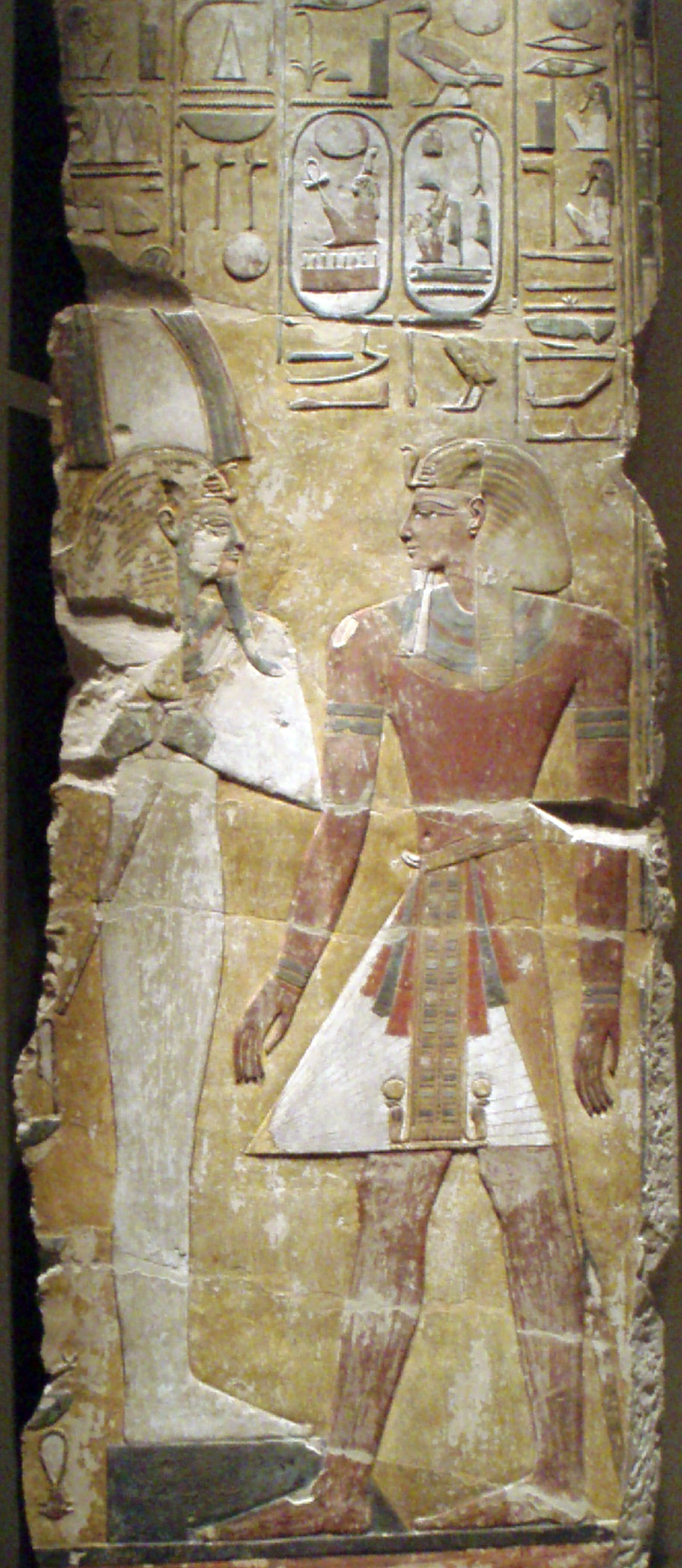
Fresque provenant du tombeau de, Ägyptisches Museum de Berlin

Le tombeau KV 17 a été utilisé comme sépulture pour le pharaon Séthi Ier dans la vallée des Rois, dans la nécropole thébaine sur la rive ouest du Nil face à Louxor en Égypte.
C'est l'un des tombeaux les mieux décorés de la vallée, mais il est maintenant actuellement fermé à la visite normale en raison des dommages provoqués par le tourisme de masse. Son accès est cependant autorisé quelques semaines par an sur achat d'un billet complémentaire dont le prix élevé permet à la fois de limiter la fréquentation et de contribuer à financer une campagne de restauration en cours depuis plusieurs années.
Il a été découvert pour la première fois par Giovanni Battista Belzoni le 18 octobre 1817 qui procéda alors à un relevé complet de la tombe et à une copie des fresques et tableaux les plus célèbres. Le sarcophage fut alors enlevé pour le compte du consul britannique Henry Salt et est conservé depuis 1824 au musée Soane à Londres. Par la suite, des éléments ont été prélevés par Champollion (un panneau mural de 2,26 × 1,05 m) et par Rosellini en 1828 et lors de l'expédition allemande de 1845. Ils sont désormais exposés dans les collections de musées européens comme au Louvre, à Florence ou à Berlin.
Il s'agit du plus grand tombeau de la vallée. Long de cent mètres, il contient des reliefs très bien conservés dans chacune de ses onze chambres et pièces latérales. L'une des chambres du fond est décorée avec le rituel de l'ouverture de la bouche, qui supposait que les organes de la momie lui servant à manger et à boire fonctionnaient correctement. Pour les Égyptiens, croyant à l'importance de ces fonctions dans l'au-delà, c'était un rituel très important.

## La découverte
Le 10 octobre 1817, Belzoni a pu pénétrer pour la première fois dans le tombeau de Ramsès Ier. 
Le 16 octobre 1817, par instinct, il donne l'ordre de creuser à quelque distance, là où une ravine est habituellement remplie par les eaux de pluie. Quarante-huit heures plus tard, il découvre que la roche a été taillée pour former une ouverture.
Le 18 octobre 1817 au matin, il atteint une entrée située à plus de cinq mètres du niveau du sol, se glisse dans l'ouverture et découvre un corridor de dix mètres de long sur deux mètres et demi de large. Au bout, un escalier le mène à un deuxième corridor décoré de hiéroglyphes en bas-relief et de peintures qui aboutit à un puits très large, d'une dizaine de mètres de profondeur, interdisant toute poursuite de l'exploration. Des cordes, abandonnées depuis des siècles par les pilleurs de sépultures, tombent en poussière dès qu'il les touche. Mais de l'autre côté du puits, il remarque une petite ouverture d'à peine soixante centimètres de large.
Le lendemain, il pose un long madrier lui permettant de franchir l'obstacle. Il débouche alors dans une grande salle de neuf mètres sur huit mètres décorée de peintures dans un état exceptionnel de conservation, soutenue par quatre piliers de près d'un mètre de diamètre. Depuis cette salle, que Belzoni appellera « antichambre », il explore d'autres corridors, descend d'autres escaliers, inspecte d'autres pièces auxquelles il donne un nom :
- « salon des Dessins », contenant des esquisses ;
- « salle des Beautés », pour la perfection des peintures ;
- « chambre des Mystères », des figures symboliques couvrant les murs ;
- « salle des Buffets » ;
- « salle d'Isis » ;
- « salle du Taureau », abritant une momie embaumée d'un taureau.

C'est dans cette dernière salle qu'il découvre le sarcophage royal :
« (...) ce que cette salle offrit de plus important à nos regards, ce fut un sarcophage placé au centre, qui n'a pas de pareil dans le monde. Ce tombeau magnifique, ayant neuf pieds cinq pouces de long sur trois pieds sept pouces de large est fait du plus bel albâtre oriental (...). Il devient transparent quand on place une lumière derrière une des parois. En dedans et en dehors, il est recouvert de sculptures : des centaines de petites figures qui n'ont pas plus de deux pouces de haut. »
Malheureusement, le couvercle a été enlevé et brisé, et la sépulture est vide.

## Galerie

La tombe de
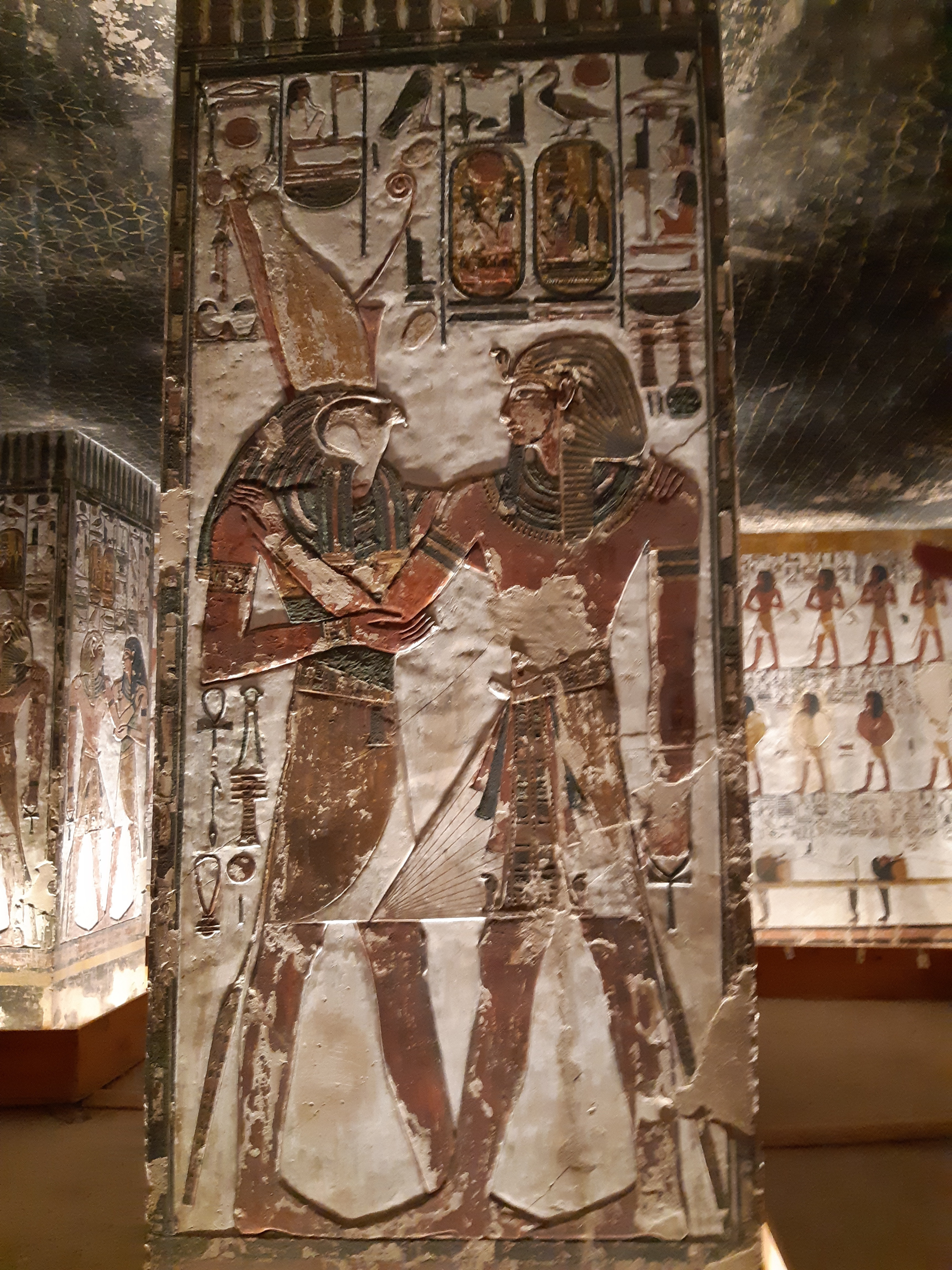
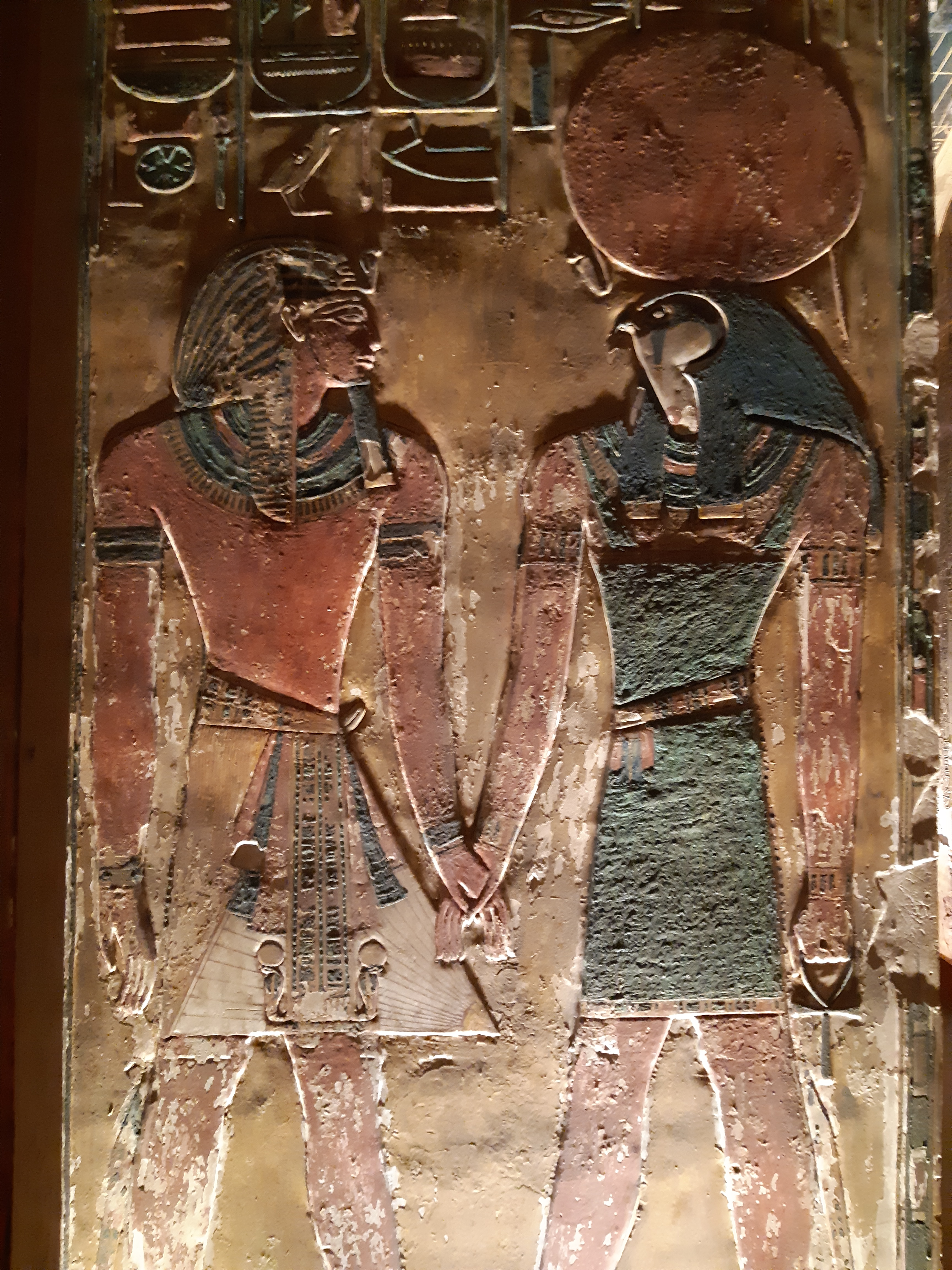
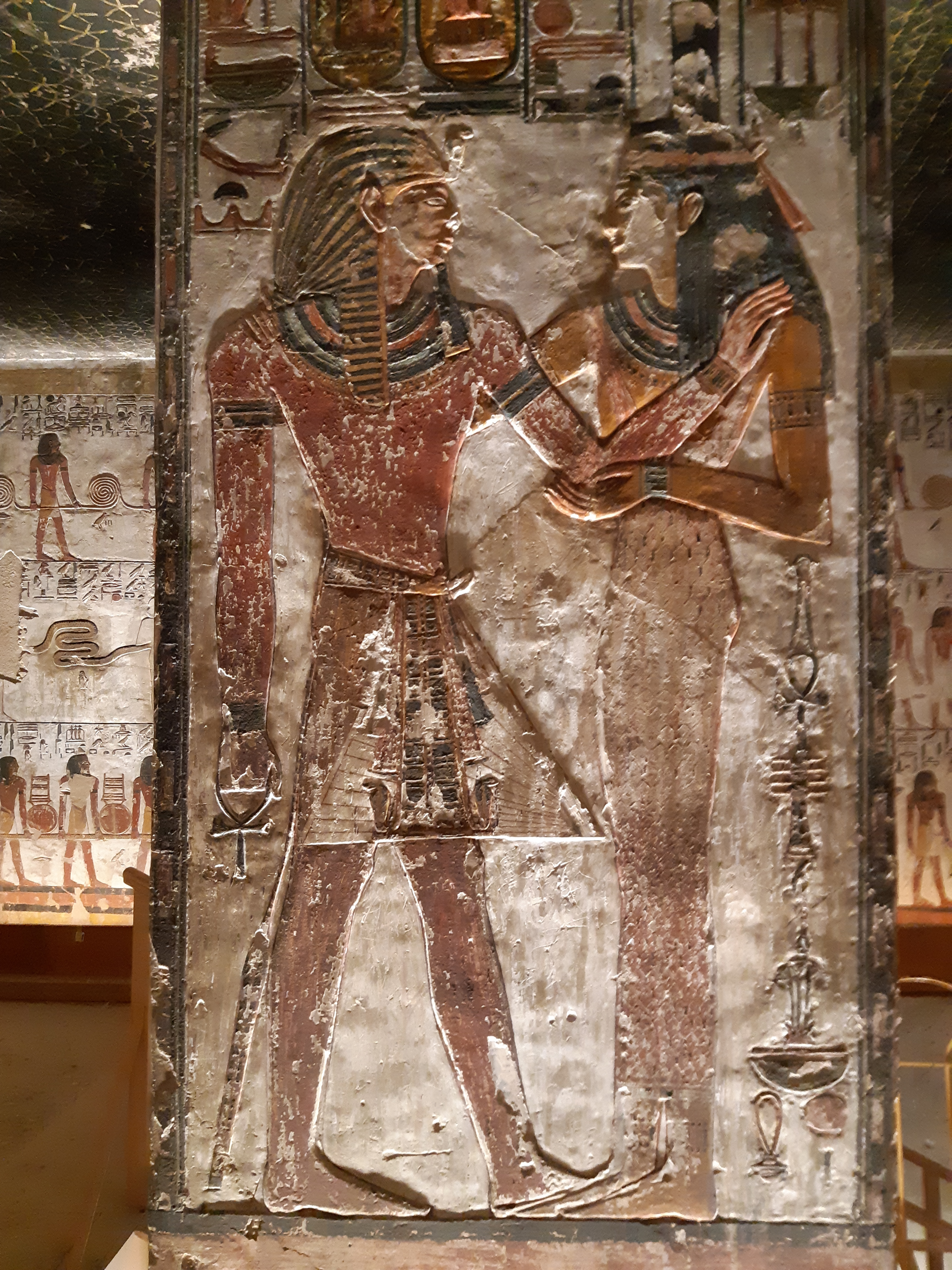
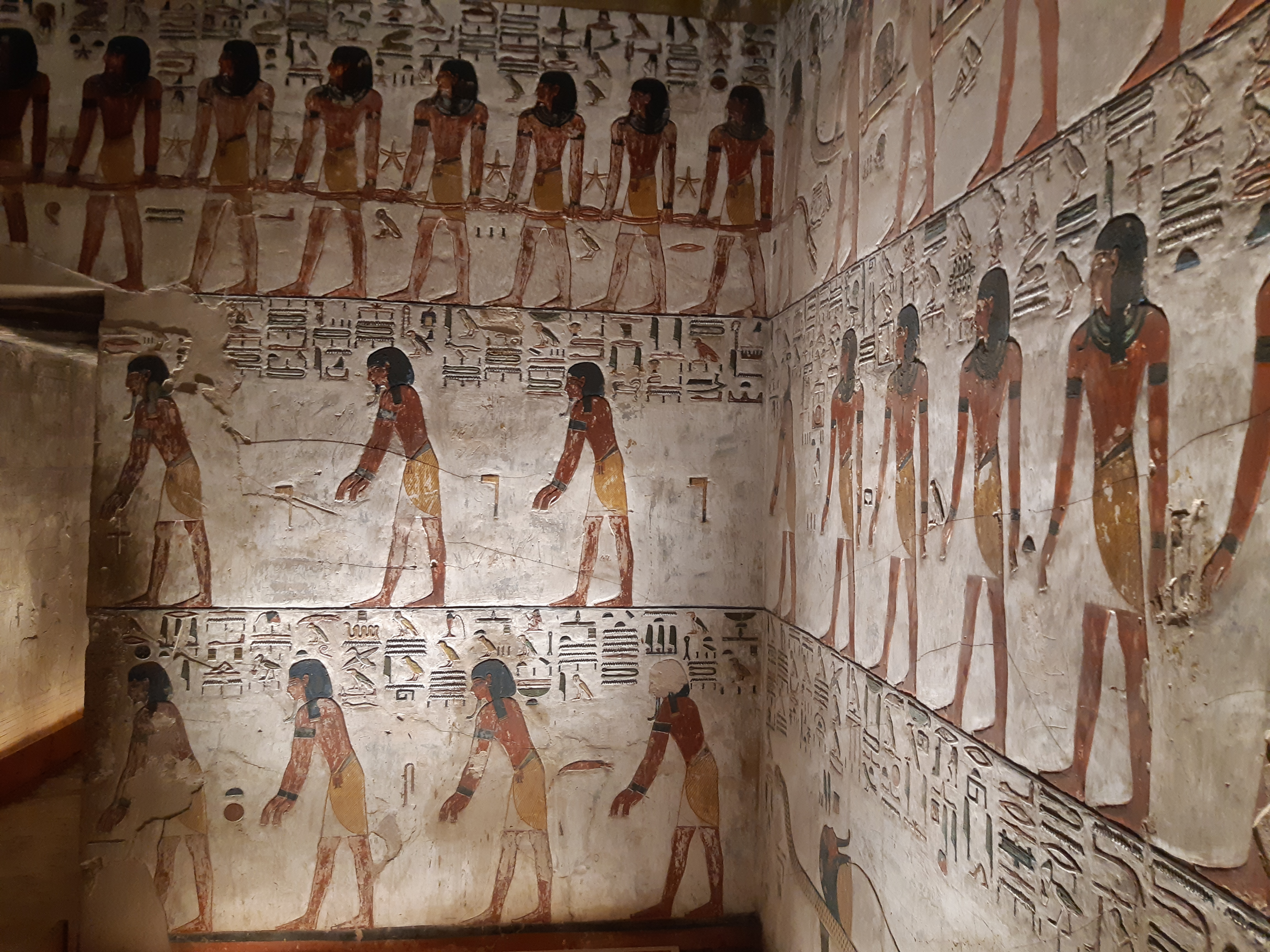
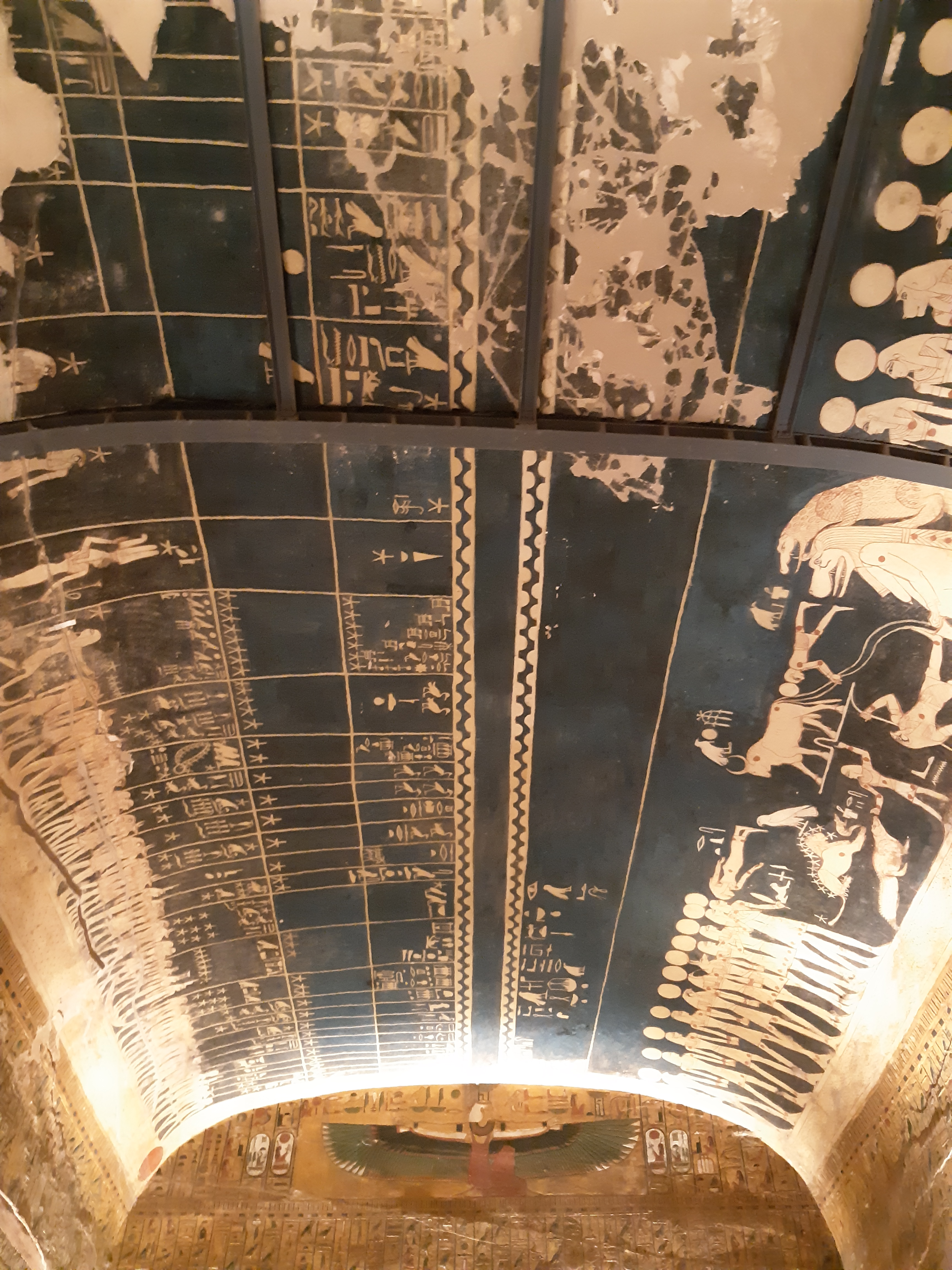
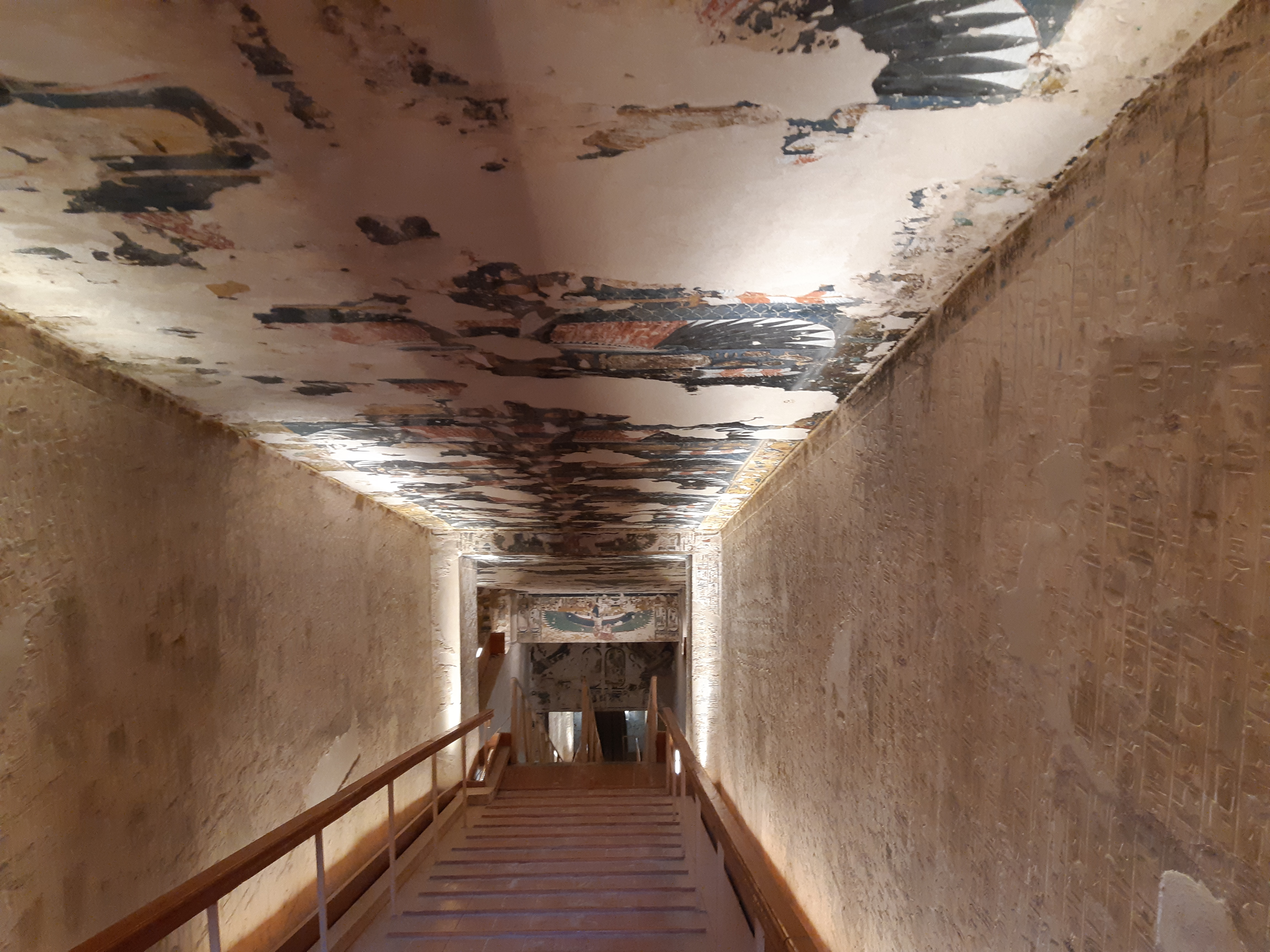
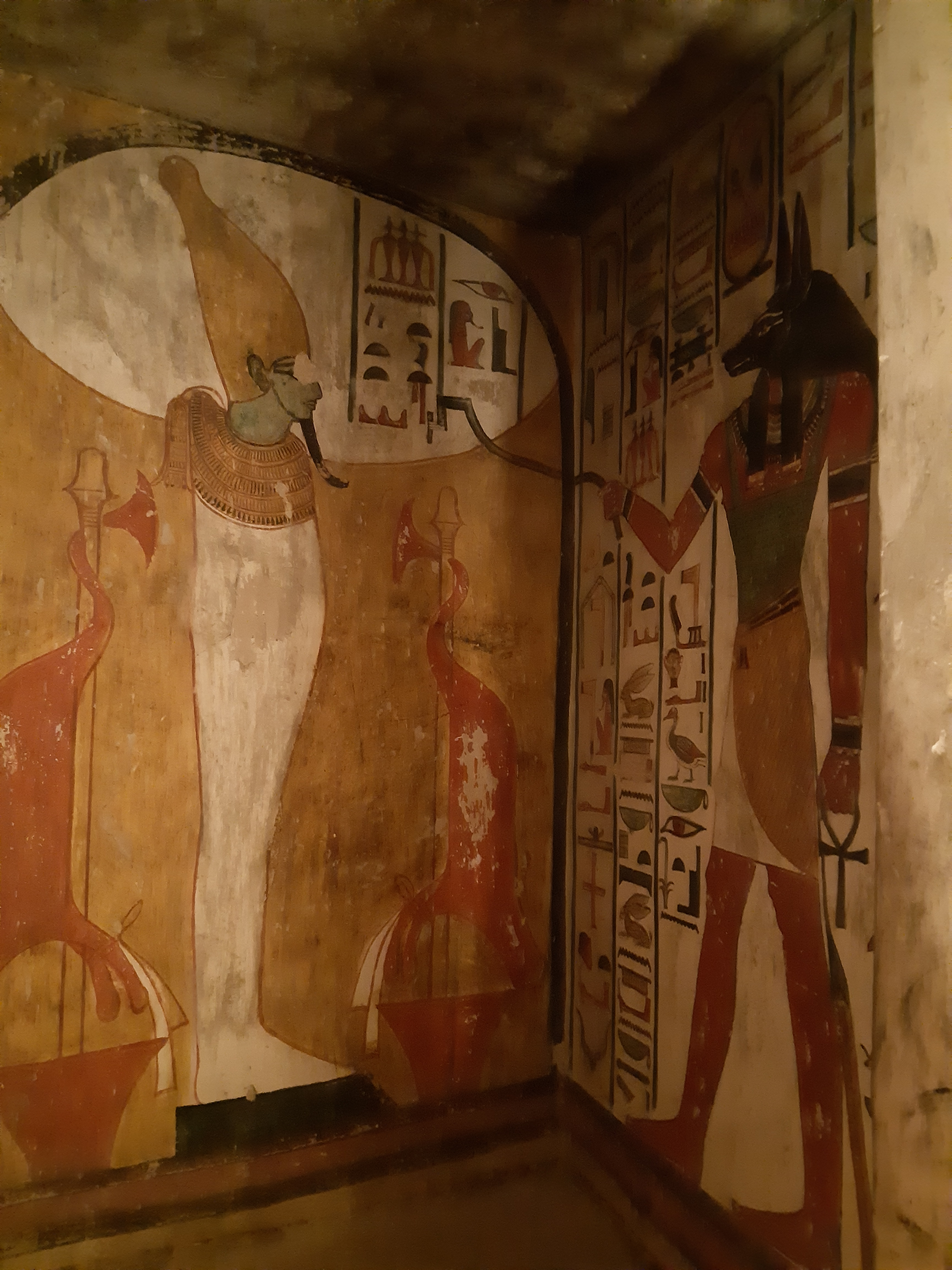
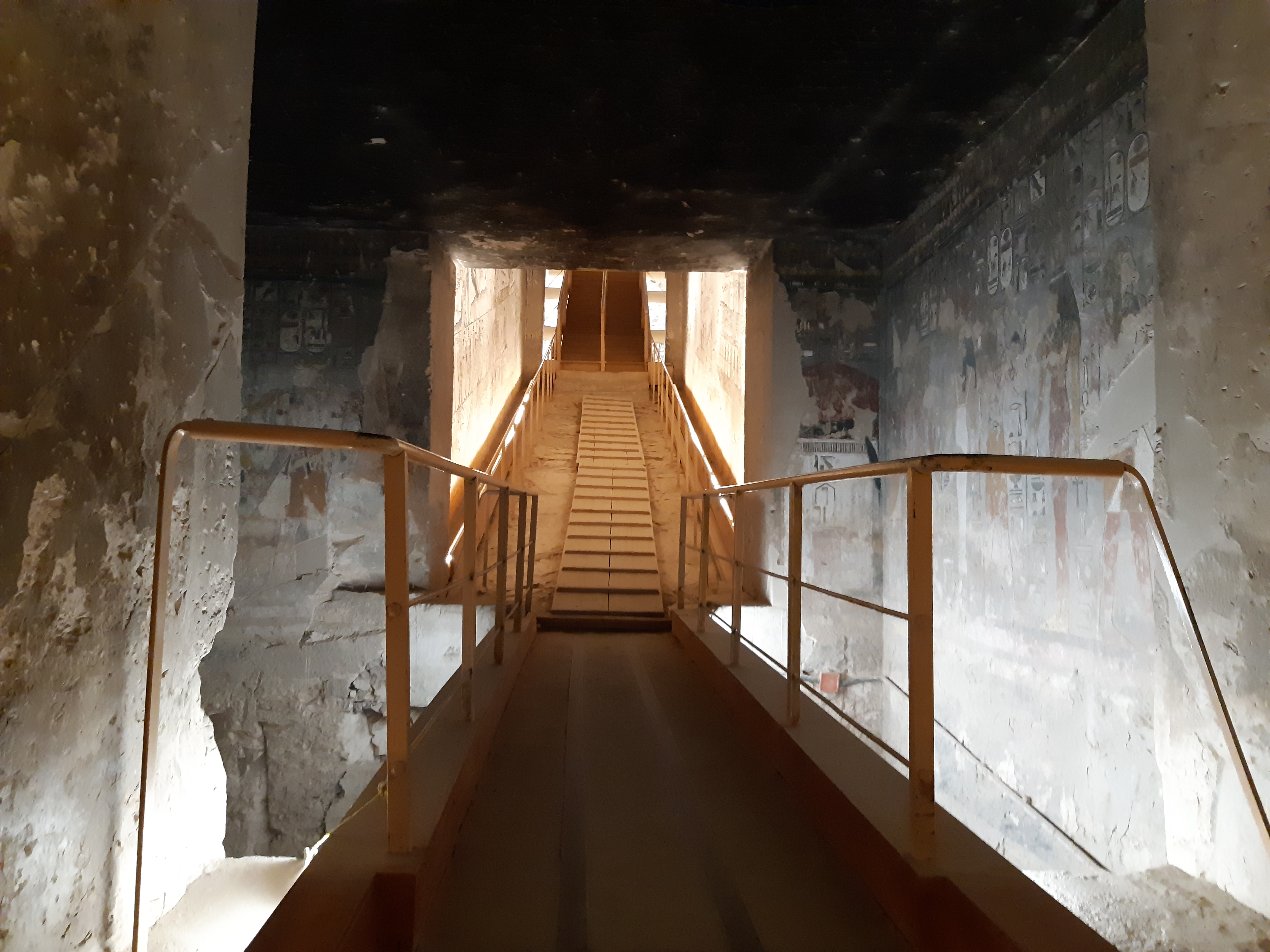
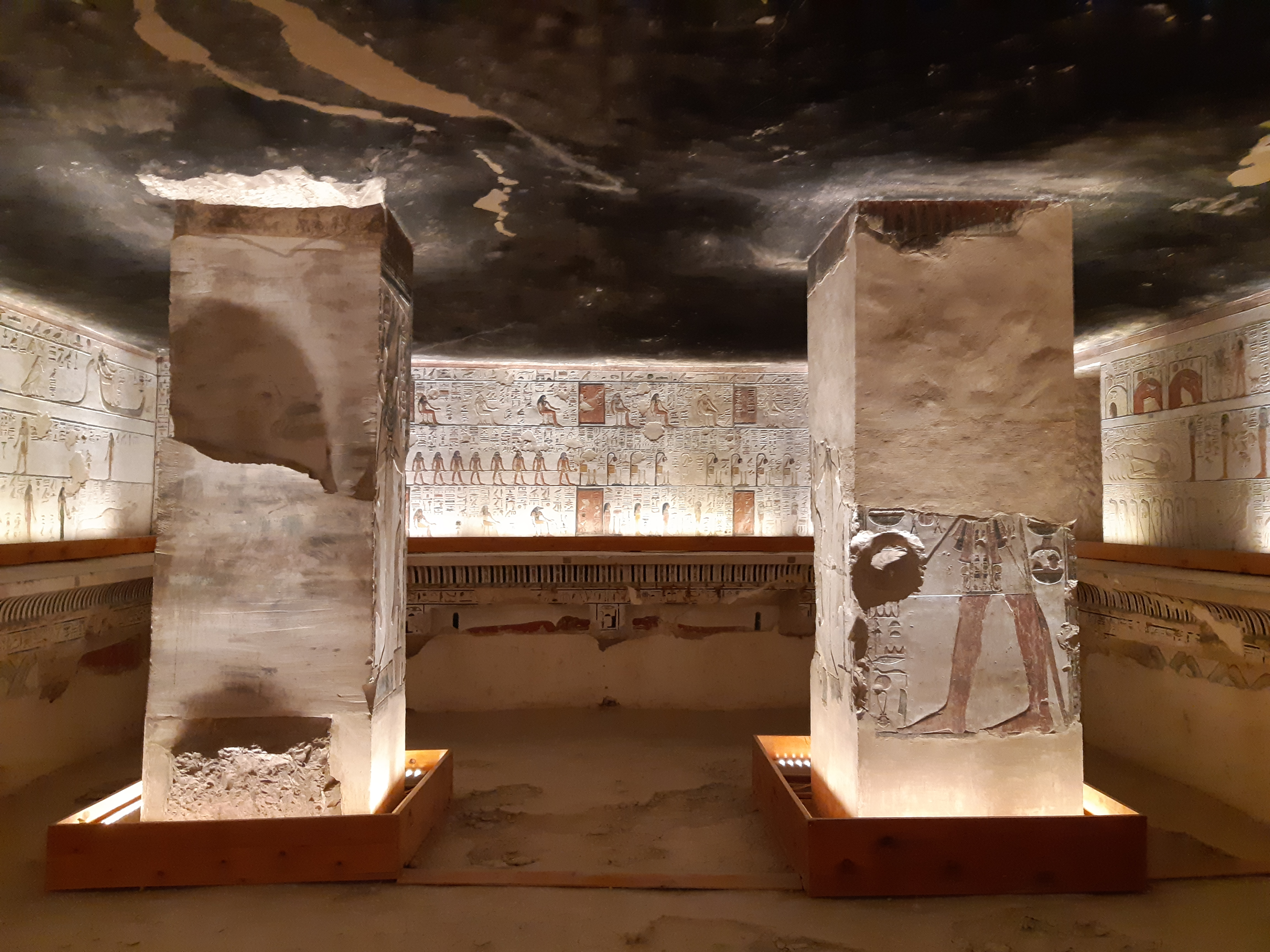
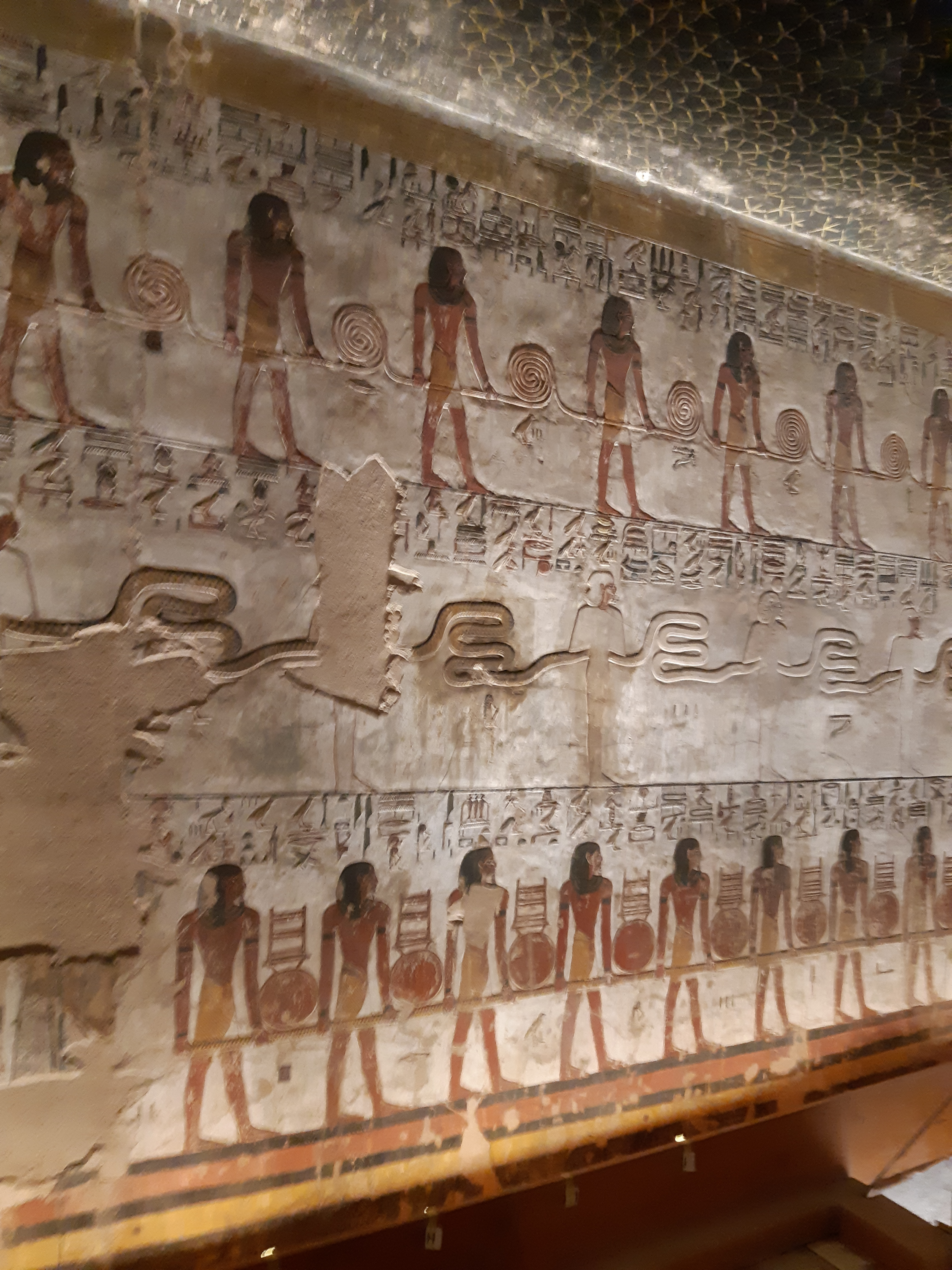

- La tombe de Séthi Ier

## Jeu vidéo
Cette tombe est au cœur du jeu édité en 1997 : Égypte : 1156 av. J.-C. - L'Énigme de la tombe royale (jeu d'aventure pour Windows, PlayStation, Mac, DVD) ;